# 布赖恩·格伦克罗斯
布赖恩·格伦克罗斯（英語：Brian Glencross，1941年5月1日—2022年12月30日），澳大利亚男子曲棍球运动员。他曾代表澳大利亚参加1964年、1968年和1972年夏季奥林匹克运动会曲棍球比赛，获得一枚银牌和一枚铜牌。